# Apple Daisy Wheel Printer
De Apple Daisy Wheel Printer was een margrietwielprinter van Apple Computer. De printer maakte gebruik van Qume printmechaniek en werd door Apple verkocht van januari 1983 tot december 1984 voor gebruik met de Apple II-familie, de Apple Lisa en de Apple III. De printer kon documenten afdrukken in briefkwaliteit, beter dan de toenmalige matrixprinters konden realiseren.
Met een printsnelheid van 40 karakters per seconde was de Apple Daisy Wheel Printer relatief snel voor zijn tijd. Met een optionele papierlader konden naast kettingpapier ook losse vellen papier gebruikt worden. Er waren diverse margrietwielen met 130 spaken beschikbaar voor verschillende lettertypes, zoals Courier, Prestige Elite, Gothic en Executive. Deze margrietwielen met 130 spaken zijn uniek voor de Apple DWP, het standaard Qume-margrietwiel heeft 96 spaken.
De Apple DWP beschikt over een seriële RS-232C-poort en kon daardoor rechtstreeks verbonden worden met de Apple III of de Lisa. Om de printer aan een computer uit de Apple II-familie te koppelen moest die computer van een Super Serial Interface Card-insteekkaart voorzien zijn.
Bij gebruik met de Lisa kon de printer eenvoudige afbeeldingen produceren door gebruik te maken van de karakters ., | en /. Het punt-karakter op het margrietwiel was verstevigd om slijtage te voorkomen.
Uit productie: 1980: Silentype · 1982: Dot Matrix Printer · 1983: Color Plotter, Daisy Wheel Printer · 1984: Scribe, ImageWriter · 1985: LaserWriter · 1991: StyleWriter · 1993: Color Printer · 1994: Color StyleWriter · 1995: Color LaserWriter